# Melanoza okrężnicy

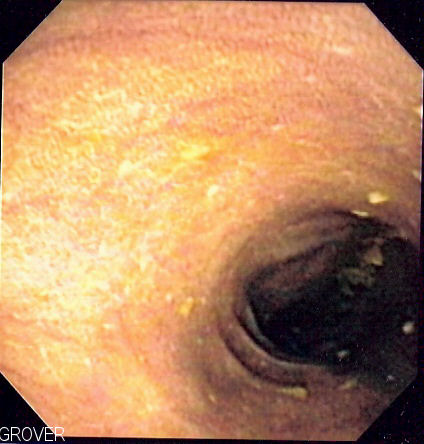
Melanoza okrężnicy w obrazie kolonoskopowym

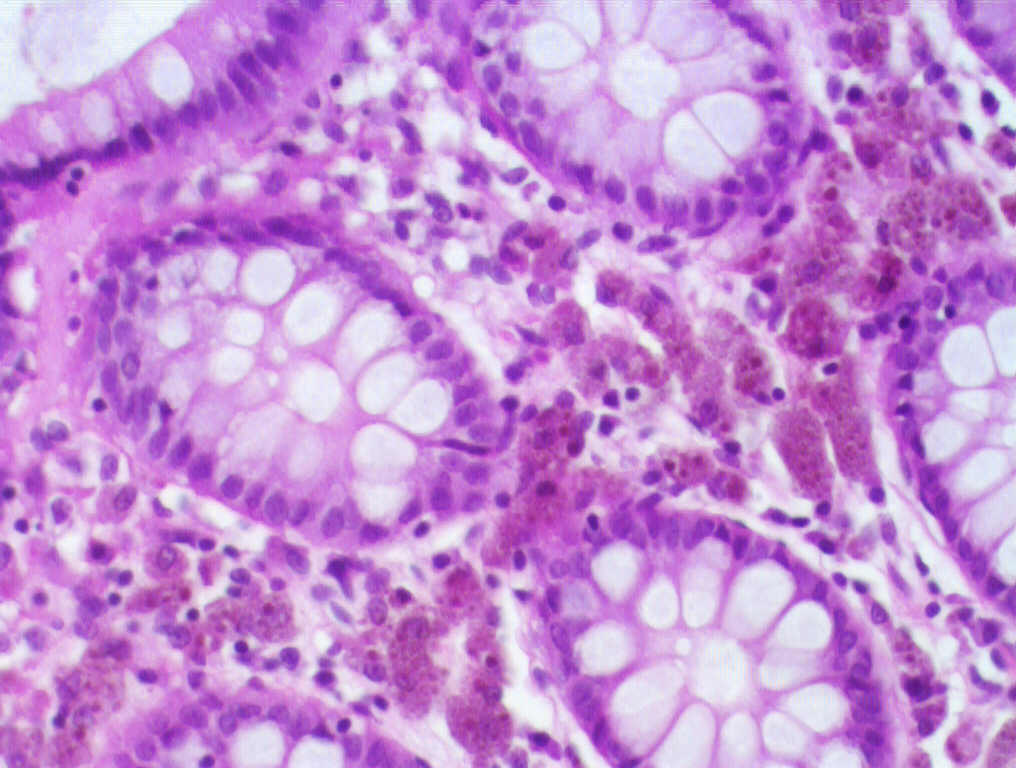
Obraz histologiczny wycinka z błony śluzowej okrężnicy; widoczne makrofagi z ziarnami brązowego pigmentu w cytoplazmie. Barwienie H+E, powiększenie 200 razy

Melanoza okrężnicy (ang. melanosis coli) – łagodne zaburzenie pigmentacji ściany okrężnicy, rozpoznawane podczas kolonoskopii. Melanoza nie jest objawem wskazującym na współistniejącą chorobę. Nazwa wprowadza w błąd, ponieważ brązowy barwnik w błonie śluzowej okrężnicy nie jest melaniną, ale zgromadzoną w makrofagach lipofuscyną.
Najczęstszą przyczyną melanozy okrężnicy jest stosowanie środków przeczyszczających, zwłaszcza tych zawierających antrachinony takie jak Senna i inne glikozydy roślinne. Endoskopowo stwierdza się brązowe przebarwienia śluzówki. W materiale z biopsji badanie histopatologiczne, zwłaszcza z użyciem barwienia PAS ujawnia obecność obładowanych barwnikiem makrofagów w podśluzówce.
Nie stwierdzono aby melanoza okrężnicy miała konsekwencje zdrowotne u pacjentów, u których ją zdiagnozowano. Nie ma związku z zespołem Peutza i Jeghersa, w którym przebarwienia śluzówki dotyczą skóry i śluzówki jamy ustnej, a w przewodzie pokarmowym stwierdza się polipy. 
Stwierdzano również melanozę innych odcinków przewodu pokarmowego; częstość z jaką występują nie jest określona. Pacjenci z kolostomią mogą mieć melanozę stomii, również pozbawioną znaczenia klinicznego.